# Mayra de la Torre
María Mayra de la Torre Martínez (Ciudad de México, 24 de septiembre de 1951) es una ingeniera bioquímica,  catedrática, investigadora y académica mexicana. Se ha especializado en la ingeniería de bioprocesos y en las fermentaciones, así como en la relación de los alimentos y los bioinsecticidas.

## Estudios y docencia

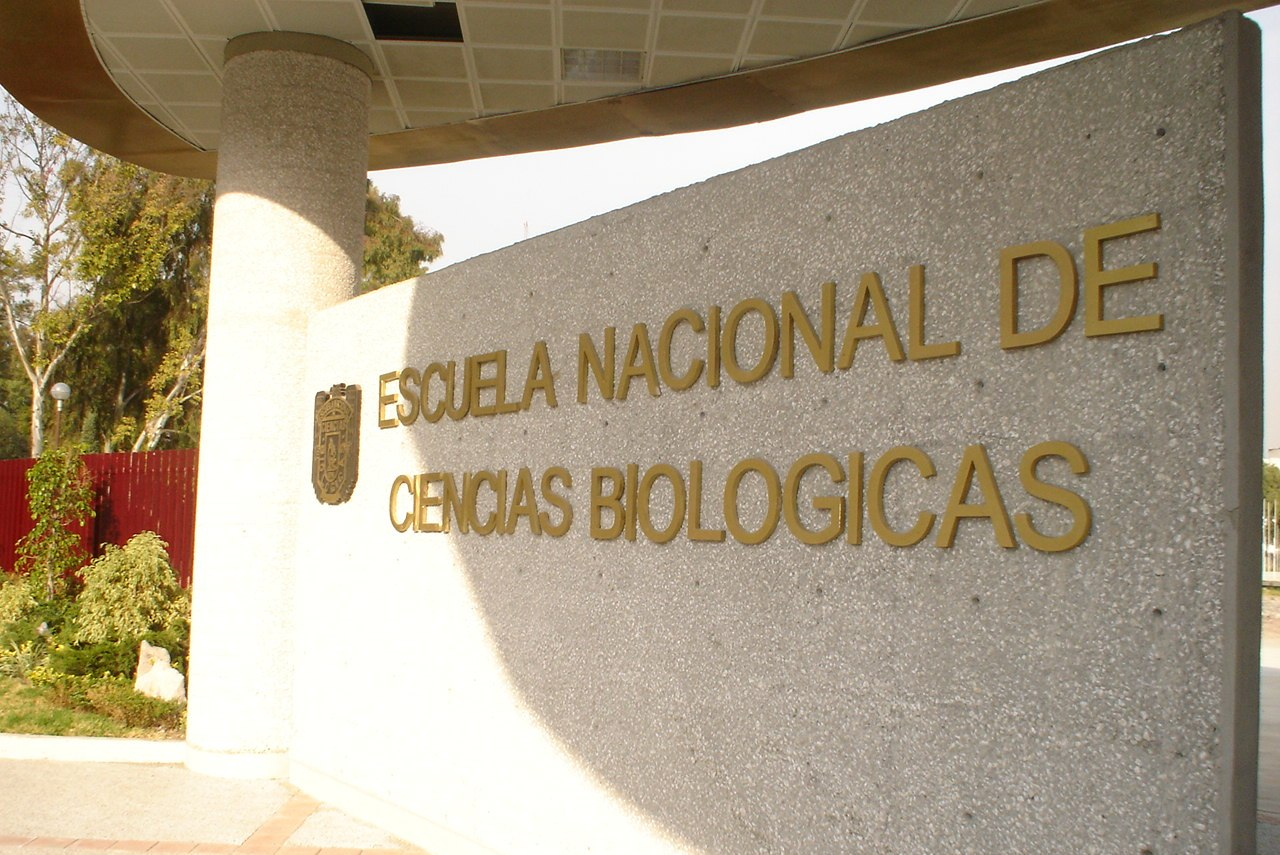
Escuela Nacional de Ciencias Biológicas del Instituto Politécnico Nacional.

Cursó la carrera de ingeniería bioquímica en la Escuela Nacional de Ciencias Biológicas del Instituto Politécnico Nacional (IPN), la cual concluyó en 1977.  En 1980 obtuvo una maestría en Ciencias y en 1981 un  doctorado en la misma especialización. Paralelamente se incorporó al Centro de Investigación y de Estudios Avanzados del Instituto Politécnico Nacional.
Realizó estudios posdoctorales en Escuela Politécnica Federal de Zúrich (ETH), lugar en donde estudió Albert Einstein. Residió en Suiza durante dos años.   Además de ser investigadora titular del Cinvestav, ha colaborado en varios proyectos con otras instituciones de educación, entre ellas el Instituto Tecnológico y de Estudios Superiores de Monterrey (ITESM), el Instituto Tecnológico de Celaya (ITC), el Centro de Ciencias de Sinaloa y en el Centro de Investigación en Alimentación y Desarrollo.

## Investigadora y académica
Ha colaborado con la Dirección de Ciencia y Tecnología de la Organización de los Estados Americanos (OEA) en el programa de "Biotecnología/Bioseguridad para las Américas". Es miembro del Comité Ejecutivo de la Third World Organization for Women in Science (TWOWS).  Es miembro del Consejo Consultivo de Ciencias de la Presidencia de la República.
Entre sus primeros proyectos colaboró para la industria azucarera mexicana buscando obtener subproductos del proceso de la caña de azúcar, los cuales tradicionalmente no eran del interés de este sector industrial o que su aprovechamiento no tenía un alto valor agregado. Mediante investigaciones del bagazo y las melazas logró producir levadura alimenticia. mediante un proceso de alto rendimiento. Desarrolló un proceso mejorado de la fermentación para producir proteína unicelular (PUC) utilizando cualquier esquilmo agrícola que contenga celulosa o hemicelulosa. 
Sus campos de investigación han sido diversos, entre ellos la cinética de fermentaciones y síntesis de procesos, el control biológico de plagas y enfermedades agrícolas con ayuda de microorganismos y nemátodos entomopatógenos, las señales de comunicación célula-célula y cascadas de transducción de señales en la bacteria Bacillus thuringiensis. Ha realizado transferencias tecnológicas con las compañías Agrobionsa, Internacional Química de Cobre y Sinquímica, desarrollando bioinsecticidas contra plagas tales como la mosquita blanca del jitomate.

## Obras publicadas
Ha publicado varios artículos especializados para quince revistas internacionales y doce revistas nacionales. Ha editado dos libros y siete capítulos en libros colectivos de investigación.

## Premios y distinciones
- Premio Nacional de Investigación en Alimentos en Bioingeniería en 1987.
- Premio "Manuel Noriega Morales" en aplicaciones de la ciencia por la Organización de Estados Americanos (OEA) en 1988.
- Premio Nacional de Ciencias y Artes en el área de Tecnología y Diseño por la Secretaría de Educación Pública en 1988.
- Premio CIBA GEIGY en el área de Innovación Tecnológica en Ecología en 1996.
- Premio en Ciencias de la Ingeniería de la Academia de Ciencias del Tercer Mundo (TWAS).